# 115 Tira
115 Tira (mednarodno ime 115 Thyra) je velik in svetel asteroid tipa S v glavnem asteroidnem pasu.

## Odkritje
Asteroid je 6. avgusta 1871 odkril James Craig Watson (1838 – 1880).. Poimenovan je po Thyri Danebord, kraljici Jütlanda.

## Lastnosti
Asteroid Tira obkroži Sonce v 3,67 letih. Njegova tirnica ima izsrednost 0,192, nagnjena pa je za 11,600° proti ekliptiki. Njegov premer je 79,8 km, okoli svoje osi se zavrti v 7,241 urah.